# 砚山半叶趾虎
砚山半叶趾虎（学名：Hemiphyllodactylus yanshanensis），一种于中国云南省砚山县喀斯特地区发现的爬行动物，隶属于壁虎科半叶趾虎属。过去云南省喀斯特生境的半叶趾虎属物种几乎均被鉴定为云南半叶趾虎（H. yunnanensis）。但研究人员通过整合线粒体片段的系统发育分析和形态特征比较研究，发现被鉴定为云南半叶趾虎的标本中存在多个“隐存种”。本种就是2022年鉴定出来的新物种。

## 鉴别特征
砚山半叶趾虎最大头体长（SVL）46.28mm；颔鳞8－11；后颏鳞扩大；鼻周鳞5－6；鼻间鳞1－3；上唇鳞9－12；下唇鳞9－12；腹鳞7－13行；背鳞11－22行；第Ⅱ－Ⅴ指的指下瓣为 (4 或 5)-(5–7)-(5–7)-(4 或 5)；第Ⅱ－Ⅴ趾的趾下瓣为 (4 或 5)-(5 或 6)-(5–7)-(5 或 6)；第1指（4或5）指下瓣宽大于长；第1趾（5或6）趾下瓣宽大于长；身体的底色为淡棕色，背部具有多种横向的斑块图纹；深色眶后纹至少延伸至颈基部；躯干具背外侧条纹；无腹外侧条纹；后肢端后标记向前肢突出。